# Temblador (Yapacana)
Pour les articles homonymes, voir Temblador.
Temblador est une localité de la paroisse civile d'Yapacana dans la municipalité d'Atabapo dans l'État d'Amazonas au Venezuela sur l'Orénoque. Elle donne son nom à l'île Temblador située sur le cours du fleuve.